# Skorpan
Skorpan är en svensk dramafilm från 1956 i regi av Hans Lagerkvist.

## Om filmen
Filmen premiärvisades 19 december 1956 på biografen i Söderköping. Inspelningen utfördes i Filmstaden Råsunda med exteriörer från Söderköping, Danderyd, Vaxholm samt Göta kanal mellan Töreboda och Söderköping av Martin Bodin.

## Roller i urval
- Nils Poppe - Valfrid Jönsson alias Scorpio, ficktjuv på tivoli
- Marianne Bengtsson - Doris, nakendansös
- Anna-Lisa Baude - fru Schöling, tivoliägare
- Åke Fridell - Filip Schöling, hennes son
- Holger Löwenadler - Hugo Braxenhielm, konsul
- Siv Ericks - fru Cecilia Braxenhielm
- Jan Molander - Sixten, disponent, Hugo Braxenhielms son
- Elisabeth Falk - Ulrika Widell, Sixtens fästmö
- Gunnar Björnstrand - Freddie, Hugo Braxenhielms brorson
- Georg Rydeberg - advokat
- Pia Arnell - Amanda, servitris
- Fritiof Billquist - överkonstapel
- Holger Cameron - polis vid Bergs slussar
- Rolf Botvid - polis
- Sven Holmberg - polis

## Filmmusik i urval
- Fidgety Phil, kompositör King Palmer
- Storm och böljor tystna ren, kompositör och text  Carl Michael Bellman